# Nadia Abu El Haj
Nadia Abu El Haj (Estados Unidos, 1962) é uma antropóloga e professora universitária norte-americana.